# Henmilite
La henmilite est une espèce minérale du groupe des borates et du sous-groupe des nésoborates (ou inselborates), de formule Ca2Cu(OH)4[B(OH)4]2.

## Inventeur et étymologie
La henmilite a été décrite en 1986 par Nakai, I., H. Okada, K. Masutomi, E. Koyama, et K. Nagashima; elle fut nommée ainsi en l'honneur du Professeur Kitinosuke Henmi (1919-1997) et de sa fille, le Docteur Chiyoko Henmi (1949– ), du département des Sciences de l'Université d'Okayama, au Japon, en reconnaissance de leurs travaux concernant la minéralogie des dépôts de skarns de Fuka au Japon.

## Topotype
- Fuka mine, Bitchu-cho (Bicchu-cho), Takahashi, Préfecture d'Okayama, Région de Chūgoku, Honshū, Japon[2]
- Les échantillons de référence sont déposés au Muséum national des Sciences de Tokyo au Japon, ainsi qu'au National Museum of Natural History, de Washington, aux États-Unis.

## Cristallographie
- Paramètres de la maille conventionnelle : a = 5,761 7 Å, b = 7,977 4 Å, c = 5,648 8 Å, α = 109,611 °, β = 91,473 °, γ = 83,686 °, Z = 1, V = 243,01 Å3
- Densité calculée = 2,523

## Gîtologie
La henmilite se trouve dans les cavités des veines de borate, dans le calcaire de contact métasomatisé.

### Minéraux associés
- Pentahydroborite (it), ténorite, sillénite (en), bultfontéinite, cuspidine, thaumasite, brucite, calcite

## Habitus
La henmilite se trouve sous la forme de cristaux prismatiques sur {100}, {010}, {101}, {102}, {110}, {{\displaystyle {0{\bar {1}}1}}}, {{\displaystyle {\bar {1}}{\bar {4}}2}}, pouvant atteindre 3 millimètres ; elle est le plus souvent massive et recouverte de microcristaux.

## Gisements remarquables
La henmilite est un minéral extrêmement rare qui ne se trouve que dans un seul gisement au monde.
- Japon

Fuka mine, Bitchu-cho (Bicchu-cho), Takahashi, Préfecture d'Okayama, Région de Chūgoku, Honshū

## Galerie

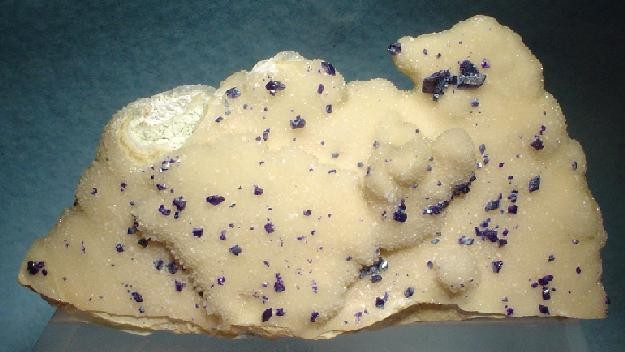
Japon,.
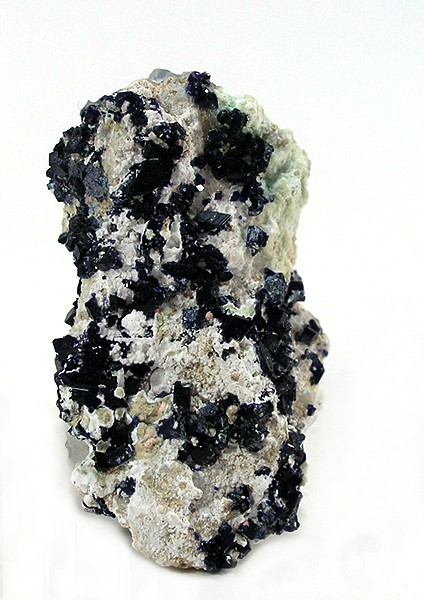
Japon,.
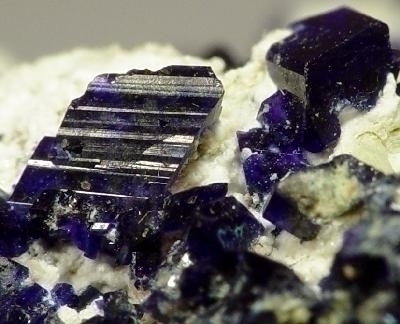
Japon,

- Japon, 7,8 × 3,7 × 1,6 cm.
- Japon, 4,5 × 2,7 × 2,3 cm.
- Japon, 2 × 2 mm